# Estação San Pablo
A Estação San Pablo é uma das estações do Metrô de Santiago, situada em Santiago, entre a Estação Neptuno, a Estação Pudahuel e a Estação Lo Prado. É uma das estações terminais da Linha 1 e faz parte da Linha 5.
Foi inaugurada em 15 de setembro de 1975. A plataforma da Linha 1 localiza-se no cruzamento da Avenida Neptuno com a Rua Reina Maud. Já a plataforma da Linha 5 localiza-se no cruzamento da Avenida San Pablo com a Avenida Neptuno. Atende a comuna de Lo Prado.